# Llista de monuments del Papiol
Llista de monuments del Papiol inclosos en l'Inventari del Patrimoni Arquitectònic Català per al municipi del Papiol (Baix Llobregat). Inclou els inscrits en el Registre de Béns Culturals d'Interès Nacional (BCIN) amb la classificació de monuments històrics i els Béns Culturals d'Interès Local (BCIL) de caràcter arquitectònic.
| Monument                                                                                  | Protecció       | Estil/època                                    | Localització                                          | Coordenades                                          | Codi?         | Imatge |
| ----------------------------------------------------------------------------------------- | --------------- | ---------------------------------------------- | ----------------------------------------------------- | ---------------------------------------------------- | ------------- | --- |
| Castell del Papiol                                                                        | BCIN 1201-MH-EN | Romànic, gòtic XII-XV, XX                      | El Papiol                                             | 41° 26′ 19″ N, 2° 00′ 36″ E / 41.438552°N,2.010109°E | RI-51-0005585 | Castell del Papiol · Vegeu més fotos d'aquest monument · Carregueu una nova foto d'aquest monument                                     |
| Habitatge al carrer Abat Escarré, 6                                                       |                 | Eclecticisme XIX Final                         | El Papiol C. Abat Escarré,, 6                         | 41° 26′ 16″ N, 2° 00′ 36″ E / 41.437879°N,2.010007°E | IPA-18739     | Habitatge al carrer Abat Escarré, 6 (el Papiol) · Vegeu més fotos d'aquest monument · Carregueu una nova foto d'aquest monument        |
| Habitatge al carrer Aribau, 3                                                             |                 | Noucentisme XX Inici                           | El Papiol C. Aribau, 3                                | 41° 26′ 09″ N, 2° 00′ 26″ E / 41.435756°N,2.007251°E | IPA-18740     | Habitatge al carrer Aribau, 3 (el Papiol) · Vegeu més fotos d'aquest monument · Carregueu una nova foto d'aquest monument              |
| Habitatge al carrer Barcelona, 4                                                          |                 | Noucentisme 1911-1929                          | El Papiol C. Barcelona, 4                             | 41° 26′ 16″ N, 2° 00′ 35″ E / 41.437640°N,2.009784°E | IPA-18741     | Habitatge al carrer Barcelona, 4 (el Papiol) · Vegeu més fotos d'aquest monument · Carregueu una nova foto d'aquest monument           |
| Habitatge al carrer Barcelona, 7                                                          |                 | Modernisme, Obra popular XX Inici              | El Papiol C. Barcelona, 7                             | 41° 26′ 15″ N, 2° 00′ 36″ E / 41.437488°N,2.009896°E | IPA-18742     | Habitatge al carrer Barcelona, 7 (el Papiol) · Vegeu més fotos d'aquest monument · Carregueu una nova foto d'aquest monument           |
| Cal Girona                                                                                |                 | Eclecticisme 1888-1910                         | El Papiol C. del Carme, 19                            | 41° 26′ 21″ N, 2° 00′ 49″ E / 41.439294°N,2.013613°E | IPA-18743     | Cal Girona (el Papiol) · Vegeu més fotos d'aquest monument · Carregueu una nova foto d'aquest monument                                 |
| Habitatge carrer del Carme, 7                                                             |                 | Eclecticisme XIX                               | El Papiol C. del Carme, 7                             | 41° 26′ 22″ N, 2° 00′ 48″ E / 41.439343°N,2.013226°E | IPA-18744     | Habitatge carrer del Carme, 7 (el Papiol) · Vegeu més fotos d'aquest monument · Carregueu una nova foto d'aquest monument              |
| Habitatge al carrer del Carme 27, Casa López (desapareguda)                               |                 | Obra popular XIX                               | El Papiol C. del Carme, 27                            | 41° 26′ 21″ N, 2° 00′ 52″ E / 41.439156°N,2.014574°E | IPA-18745     | Carregueu una nova foto d'aquest monument                                                                                              |
| Habitatge a la plaça Catalunya 1, Cal Bofarull, Villa Mercedes, Cal Bernades              |                 | Obra popular XX Inici                          | El Papiol Pl. Catalunya, 1                            | 41° 26′ 11″ N, 2° 00′ 17″ E / 41.436467°N,2.004611°E | IPA-18746     | Cal Bofarull (el Papiol) · Vegeu més fotos d'aquest monument · Carregueu una nova foto d'aquest monument                               |
| Habitatge a la rambla Catalunya, Cal Rocabut                                              |                 | Modernisme XX Inici                            | El Papiol Rambla Catalunya, 11                        | 41° 26′ 11″ N, 2° 00′ 22″ E / 41.436514°N,2.006114°E | IPA-18747     | Cal Rocabut (el Papiol) · Vegeu més fotos d'aquest monument · Carregueu una nova foto d'aquest monument                                |
| Habitatge al carrer Pi i Margall, 6                                                       |                 | Modernisme XX Inici                            | El Papiol C. Pi i Margall, 6                          | 41° 26′ 08″ N, 2° 00′ 25″ E / 41.435509°N,2.006850°E | IPA-18748     | Habitatge al carrer Pi i Margall, 6 (el Papiol) · Vegeu més fotos d'aquest monument · Carregueu una nova foto d'aquest monument        |
| Casa Rectoral                                                                             | BCIL 2011       | Gòtic, obra popular XIV                        | El Papiol Pl. de l'Església                           | 41° 26′ 20″ N, 2° 00′ 37″ E / 41.438970°N,2.010349°E | IPA-18749     | Casa Rectoral (el Papiol) · Vegeu més fotos d'aquest monument · Carregueu una nova foto d'aquest monument                              |
| Pas cobert                                                                                |                 | Obra popular, romànic XIII, XIV                | El Papiol C. Abat Aureli Maria Escarré, 35            | 41° 26′ 20″ N, 2° 00′ 37″ E / 41.438920°N,2.010374°E | IPA-18750     | Pas cobert (el Papiol) · Vegeu més fotos d'aquest monument · Carregueu una nova foto d'aquest monument                                 |
| Habitatge a la plaça Joan Fuster, 2                                                       |                 | Noucentisme XX Inici                           | El Papiol Pl. Joan Fuster, 2                          | 41° 26′ 21″ N, 2° 00′ 51″ E / 41.439285°N,2.014105°E | IPA-18751     | Habitatge a la plaça Joan Fuster, 2 (el Papiol) · Vegeu més fotos d'aquest monument · Carregueu una nova foto d'aquest monument        |
| Habitatge al carrer Fleming, 2                                                            |                 | Obra popular XX Inici                          | El Papiol C. Fleming, 2                               | 41° 26′ 16″ N, 2° 00′ 35″ E / 41.437886°N,2.009656°E | IPA-18752     | Habitatge al carrer Fleming, 2 (el Papiol) · Vegeu més fotos d'aquest monument · Carregueu una nova foto d'aquest monument             |
| Arcada del Convent de les Germanes de la Doctrina Cristiana                               |                 | Obra popular XVIII                             | El Papiol C. Doctor Fleming, al costat de les escoles |                                                      | IPA-18753     | Carregueu una nova foto d'aquest monument                                                                                              |
| Habitatge a l'avinguda de la Generalitat, Cal Roig                                        |                 | Eclecticisme XIX Final                         | El Papiol Av. Generalitat, 7                          | 41° 26′ 18″ N, 2° 00′ 40″ E / 41.438230°N,2.011138°E | IPA-18754     | Habitatge a l'avinguda de la Generalitat (el Papiol) · Vegeu més fotos d'aquest monument · Carregueu una nova foto d'aquest monument   |
| Habitatge a l'avinguda Generalitat, 15, Cal Joanet de l'Hostal                            |                 | Noucentisme XX                                 | El Papiol Av. Generalitat, 15                         | 41° 26′ 16″ N, 2° 00′ 39″ E / 41.437823°N,2.010843°E | IPA-18755     | Habitatge a l'avinguda Generalitat, 15 (el Papiol) · Vegeu més fotos d'aquest monument · Carregueu una nova foto d'aquest monument     |
| Habitatge a l'avinguda de la Generalitat 72, Cal Blanc                                    |                 | Noucentisme XX                                 | El Papiol Av. Generalitat, 72                         | 41° 26′ 12″ N, 2° 00′ 30″ E / 41.436587°N,2.008409°E | IPA-18756     | Cal Blanc (el Papiol) · Vegeu més fotos d'aquest monument · Carregueu una nova foto d'aquest monument                                  |
| Habitatge al carrer Ignasi Iglesias, 12                                                   |                 | Modernisme XX Inici                            | El Papiol C. Ignasi Iglesias, 12                      | 41° 26′ 15″ N, 2° 00′ 18″ E / 41.43742°N,2.00498°E   | IPA-18757     | Habitatge al carrer Ignasi Iglesias, 12 (el Papiol) · Vegeu més fotos d'aquest monument · Carregueu una nova foto d'aquest monument    |
| Habitatge al carrer Llibertat, 4                                                          |                 | Modernisme XIX Final                           | El Papiol C. Llibertat, 4                             | 41° 26′ 15″ N, 2° 00′ 36″ E / 41.437624°N,2.010058°E | IPA-18758     | Habitatge al carrer Llibertat, 4 (el Papiol) · Vegeu més fotos d'aquest monument · Carregueu una nova foto d'aquest monument           |
| Antic Ajuntament                                                                          |                 | Eclecticisme XIX Final                         | El Papiol C. Major, 11                                | 41° 26′ 21″ N, 2° 00′ 40″ E / 41.439043°N,2.011180°E | IPA-18759     | Antic Ajuntament (el Papiol) · Vegeu més fotos d'aquest monument · Carregueu una nova foto d'aquest monument                           |
| Església parroquial de Santa Eulàlia                                                      |                 | Historicisme XX                                | El Papiol C. Montserrat                               | 41° 26′ 21″ N, 2° 00′ 38″ E / 41.439077°N,2.010538°E | IPA-18760     | Església parroquial de Santa Eulàlia (el Papiol) · Vegeu més fotos d'aquest monument · Carregueu una nova foto d'aquest monument       |
| Habitatge al carrer Montserrat, 18                                                        |                 | Obra popular, eclecticisme XX                  | El Papiol C. Montserrat, 18                           | 41° 26′ 22″ N, 2° 00′ 38″ E / 41.439375°N,2.010642°E | IPA-18762     | Habitatge al carrer Montserrat, 18 (el Papiol) · Vegeu més fotos d'aquest monument · Carregueu una nova foto d'aquest monument         |
| Can Bou, la Casa de Pedra                                                                 | BCIL 2011       | Modernisme Salvador Valeri i Pupurull XX Inici | El Papiol C. Abat Escarré                             | 41° 26′ 17″ N, 2° 00′ 38″ E / 41.438142°N,2.010451°E | IPA-18763     | Can Bou (el Papiol) · Vegeu més fotos d'aquest monument · Carregueu una nova foto d'aquest monument                                    |
| Can Guasch, la Torre, Can Banilina (desapareguda)                                         |                 | Obra popular XIX Final                         | El Papiol C. Ponent, 16                               | 41° 26′ 14″ N, 2° 00′ 35″ E / 41.437111°N,2.009616°E | IPA-18764     | Carregueu una nova foto d'aquest monument                                                                                              |
| Habitatge a la plaça Rafael de Casanova, 1                                                |                 | Noucentisme XX                                 | El Papiol Pl. Rafael de Casanova, 1                   | 41° 26′ 13″ N, 2° 00′ 37″ E / 41.436825°N,2.010234°E | IPA-18765     | Habitatge a la plaça Rafael de Casanova, 1 (el Papiol) · Vegeu més fotos d'aquest monument · Carregueu una nova foto d'aquest monument |
| Habitatge a la plaça Rafael de Casanova, 3                                                |                 | Eclecticisme XX                                | El Papiol Pl. Rafael de Casanova, 3                   |                                                      | IPA-18766     | Carregueu una nova foto d'aquest monument                                                                                              |
| Villa Rosa                                                                                |                 | Obra popular, eclecticisme XX                  | El Papiol Pl. Rafael de Casanova, 7                   |                                                      | IPA-18767     | Carregueu una nova foto d'aquest monument                                                                                              |
| Can Domènec                                                                               |                 | Obra popular XV, XX                            | El Papiol                                             | 41° 27′ 29″ N, 2° 01′ 10″ E / 41.458148°N,2.019520°E | IPA-18768     | Can Domènec (el Papiol) · Vegeu més fotos d'aquest monument · Carregueu una nova foto d'aquest monument                                |
| Paller - Can Domènech                                                                     |                 | Obra popular XX Inici                          | El Papiol                                             | 41° 27′ 28″ N, 2° 01′ 13″ E / 41.457908°N,2.020371°E | IPA-18769     | Paller - Can Domènech (el Papiol) · Vegeu més fotos d'aquest monument · Carregueu una nova foto d'aquest monument                      |
| Can Mas                                                                                   |                 | Obra popular XVII                              | El Papiol A la carretera de Rubí                      | 41° 26′ 30″ N, 1° 59′ 56″ E / 41.441564°N,1.998932°E | IPA-18770     | Can Mas (el Papiol) · Vegeu més fotos d'aquest monument · Carregueu una nova foto d'aquest monument                                    |
| Can Maimó                                                                                 |                 | Obra popular XVII                              | El Papiol Prop del cementiri Roques Blanques          | 41° 27′ 08″ N, 2° 00′ 29″ E / 41.452104°N,2.008000°E | IPA-18771     | Can Maimó (el Papiol) · Vegeu més fotos d'aquest monument · Carregueu una nova foto d'aquest monument                                  |
| Ermita de la Mare de Déu de la Salut, Santa Eulàlia de Madrona, Sant Pere i Santa Madrona | BCIL 2011       | Preromànic, romànic IX, X, XI                  | El Papiol Vessant sud del puig Madrona                | 41° 26′ 57″ N, 2° 01′ 31″ E / 41.449296°N,2.025316°E | IPA-18774     | Ermita de la Mare de Déu de la Salut (el Papiol) · Vegeu més fotos d'aquest monument · Carregueu una nova foto d'aquest monument       |
| El Colomer, Mas Rossell                                                                   |                 | Obra popular XVIII Final                       | El Papiol El Papiol de Baix - Ctra. de Rubí           | 41° 25′ 49″ N, 2° 00′ 16″ E / 41.430256°N,2.00442°E  | IPA-18778     | El Colomer (el Papiol) · Vegeu més fotos d'aquest monument · Carregueu una nova foto d'aquest monument                                 |
| La Sala Gran                                                                              | BCIL 2011       | Obra popular XVII                              | El Papiol                                             | 41° 25′ 43″ N, 2° 00′ 17″ E / 41.428530°N,2.004849°E | IPA-18779     | La Sala Gran (el Papiol) · Vegeu més fotos d'aquest monument · Carregueu una nova foto d'aquest monument                               |